# Parque Barigui
O Parque Barigui (ü) é um parque urbano situado na cidade de Curitiba, capital do estado brasileiro do Paraná. 
O parque é um dos maiores da cidade, sendo, também, um dos mais antigos, recebeu o nome do rio Barigui que passa em seu interior e foi represado para formar um grande lago. 
O local possui uma via pública que corta o ambiente em duas seções: de um lado existe um bosque e trilhas no meio da mata e do outro lado, o lago, que é habitado por um jacaré, assim como aves, capivaras e pequenos roedores. 
Além de ser um refúgio de biodiversidade, o Parque Barigui é muito popular entre os moradores e turistas que buscam lazer ao ar livre e atividades esportivas. O local oferece espaços para caminhadas, corridas, ciclismo e patinação, além de áreas para piqueniques e encontros familiares. Com uma infraestrutura que inclui quiosques, academias ao ar livre e espaços culturais, o parque promove a integração entre a natureza e a vida urbana, proporcionando um ambiente ideal para relaxamento e convivência em meio à movimentada cidade de Curitiba.

## História e a origem do nome

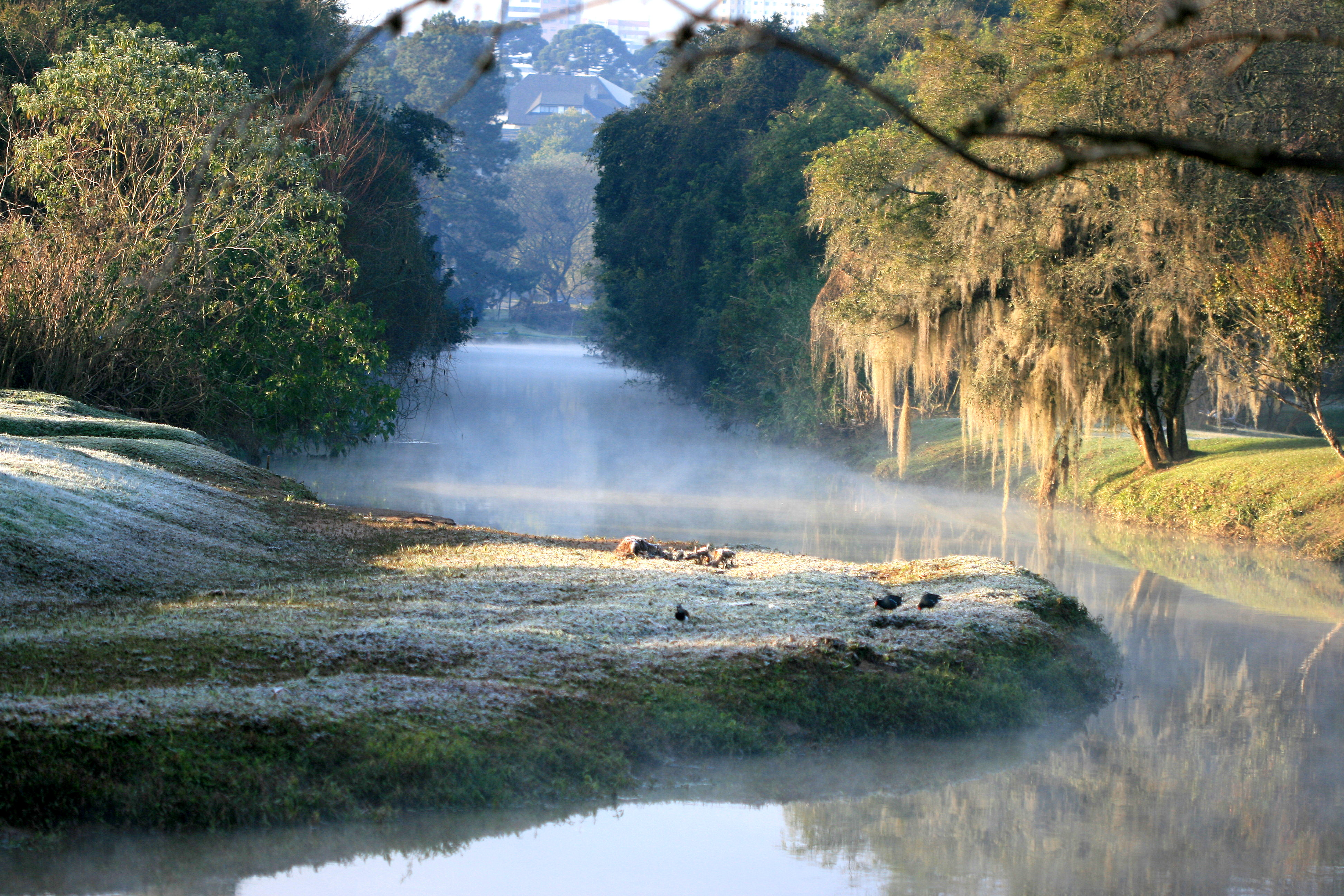
O parque no inverno

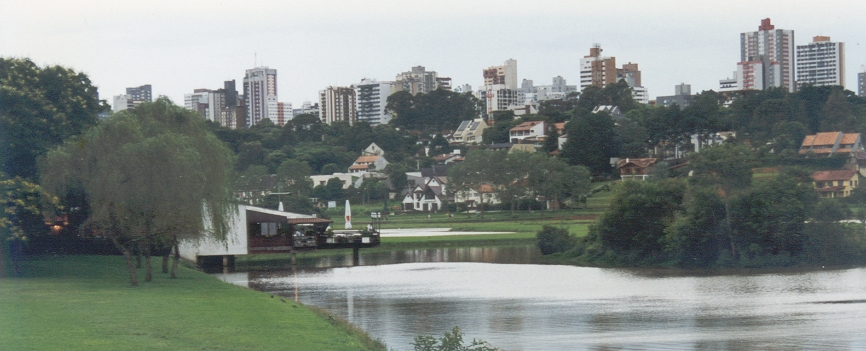
Vista do bar sobre o lago.

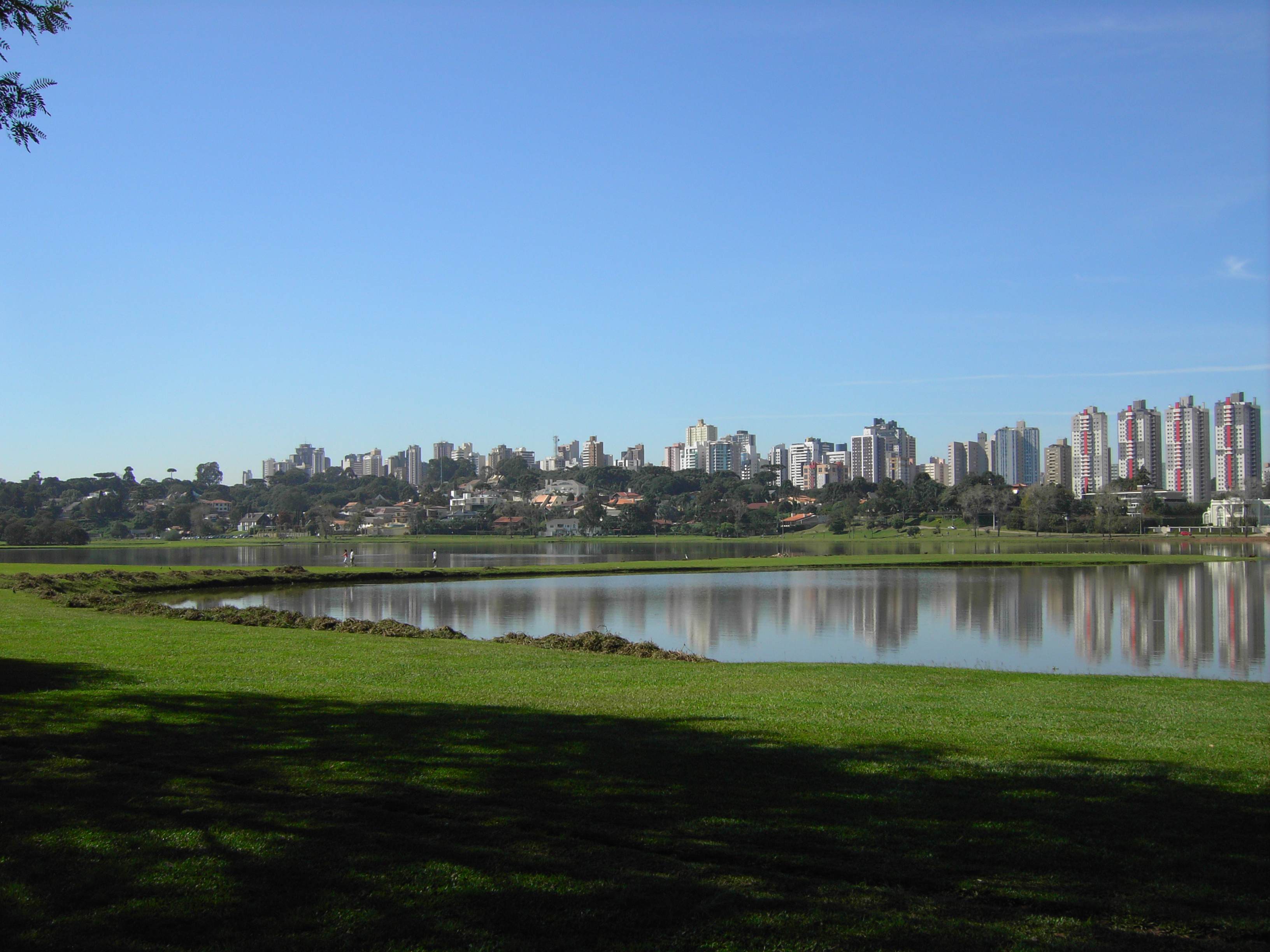
Vista do lago.

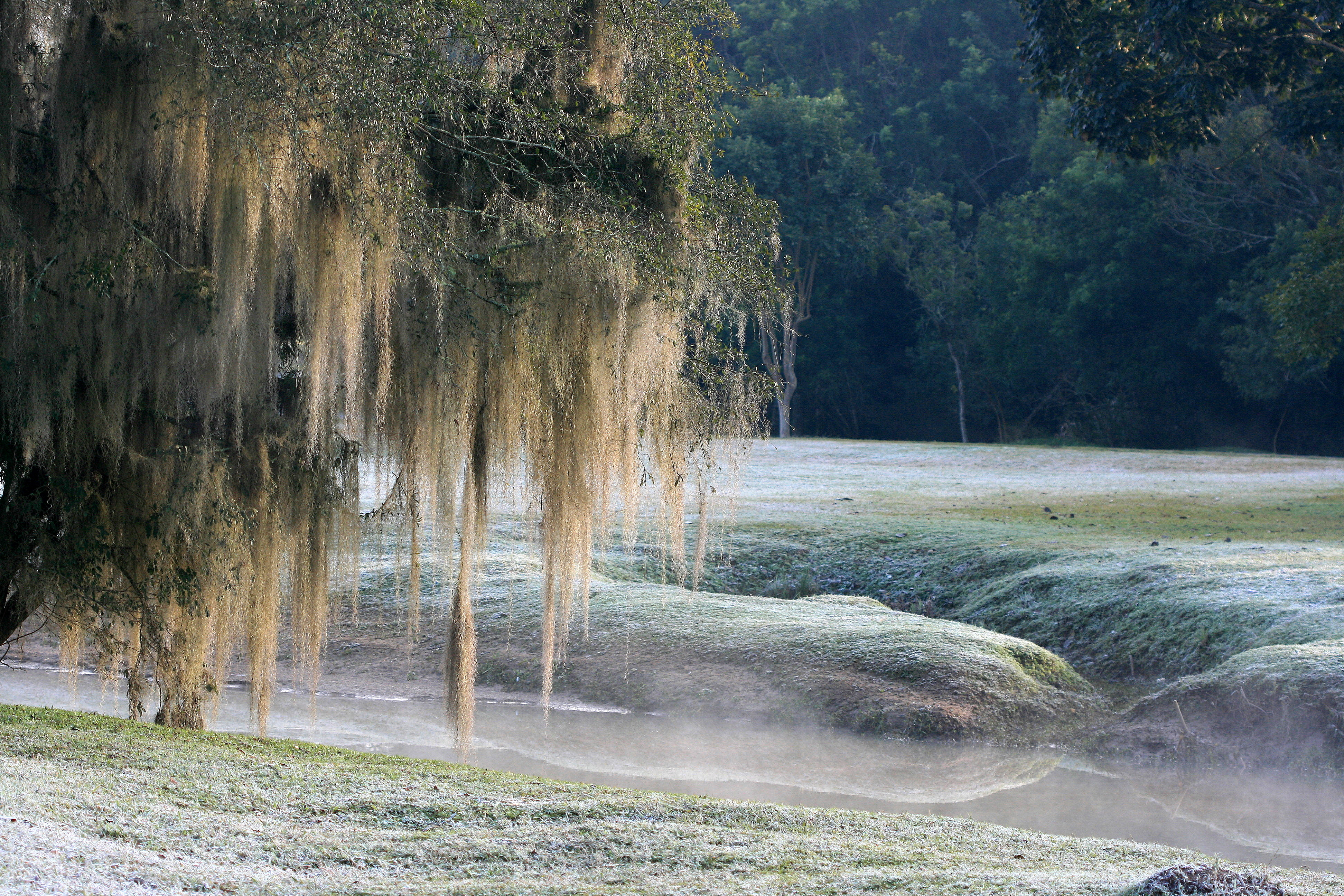
Geada no Parque Barigui.

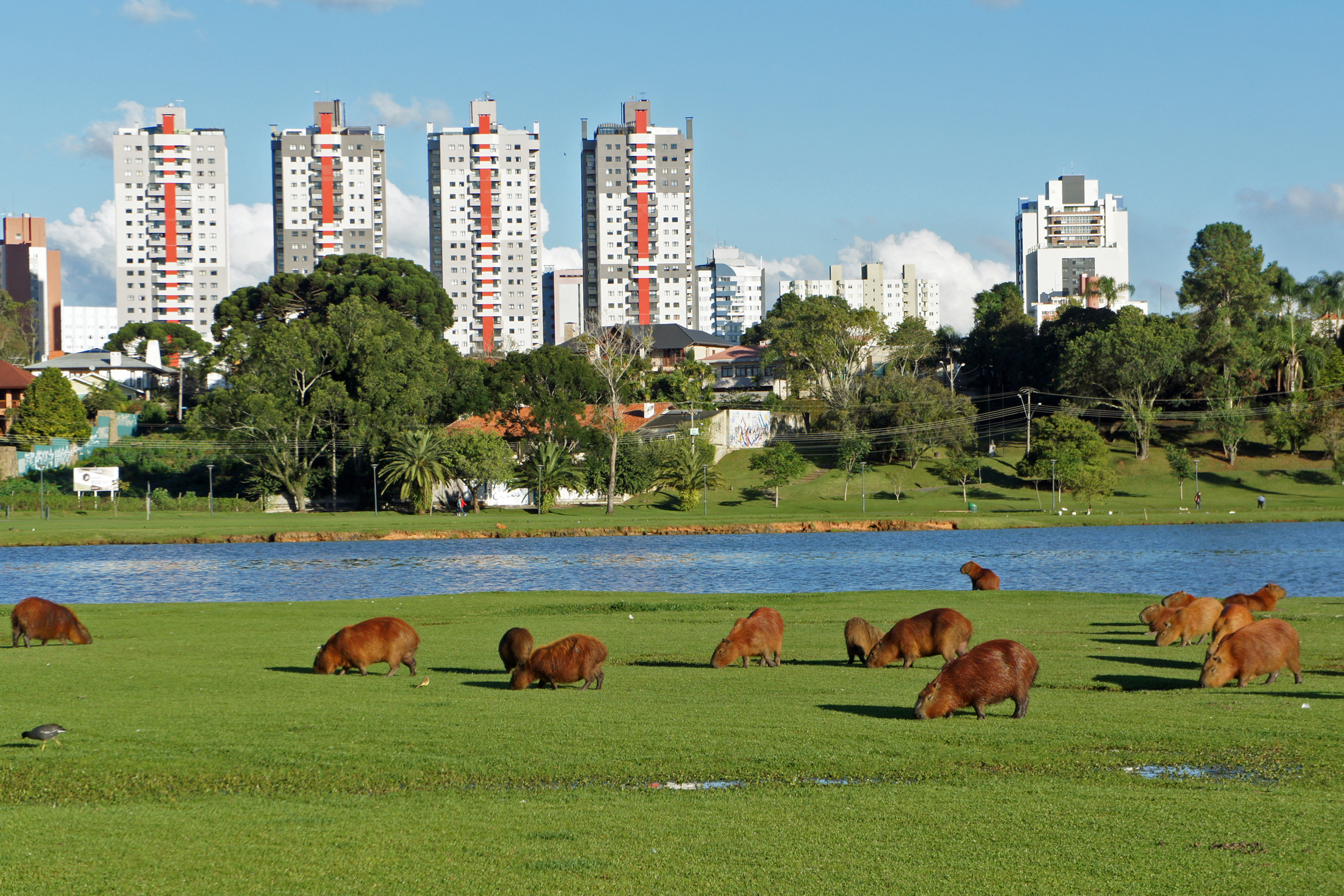
Capivaras no Parque Barigui.

O parque foi criado em 1972 e projetado como um "parque linear" com a intenção de conter as enchentes e preservar a mata nativa da bacia do Rio Barigui na região. 
Na época da fundação do povoado de Nossa Senhora da Luz dos Pinhais, a área aonde se encontra o parque era uma sesmaria pertencente a Baltasar Carrasco dos Reis e algum tempo depois Mateus Leme tomou posse de uma nova sesmaria nesta região.  
Documentos antigos citam esta localidade com a denominação de Mariqui e o atual nome é uma referência ao próprio rio que atravessa o parque e que significa "rio do fruto espinhoso" em língua indígena, fazendo alusão ao fruto do pinheiro, ou seja, a pinha.
Uma tradução alternativa possível para o termo "barigui", no entanto, é "água de mosca", pela junção dos termos tupis mberu ("mosca") e  'y  ("água").

## Características
- Área total: 1,4 milhão de metros quadrados.
- Área do lago: 230 mil metros quadrados.
- Heliponto.
- Sanitários públicos e amplos estacionamentos para veículos.

## Atrações
- Pista de grande extensão, em volta do lago e outras partes, para caminhadas e corridas.
- Equipamentos ao ar livre para ginástica e alongamento.
- Quiosques com churrasqueiras.
- Pistas de bicicross e aeromodelismo.
- Canchas poliesportivas.
- Pista exclusiva para bicicletas e patins, em volta do lago.
- Trilhas para caminhadas por dentro dos bosques do parque.
- Bares e restaurantes.
- Academia de ginástica.
- Museu do Automóvel de Curitiba.
- Centro de Exposições de Curitiba: em 2012, através de um contrato licitatório, o "Centro de Exposições" (criado em 1975) recebeu o nome de "Expo Renault Barigui" (naming right), sub-administrado pelo consórcio das empresas Grupo Positivo e Grupo JMalucelli (contrato firmado em 2010 para 25 anos de uso do espaço).[9] Alguns anos depois, com o fim do naming right, houve a renomeação do espaço para "Centro de Eventos Positivo".[10] O local inicialmente era de 10 mil metros quadrados e com as reformas (2010-2012), passou para 7,8 mil metros quadrados, sendo 5 mil metros no pavilhão principal.[11] O pavilhão está sob a responsabilidade da Urbanização de Curitiba.
- "Salão de Atos" da prefeitura municipal.
- Sede da "Secretaria Municipal do Meio Ambiente".

## Usina hidroelétrica
No dia 4 de outubro de 2019 foi inaugurada uma mini usina hidroelétrica (denominada Usina Nicolau Klüppel, em homenagem ao engenheiro do Instituto de Pesquisa e Planejamento Urbano de Curitiba) com capacidade para 21,6 mil kwh/mês. A usina foi instalada num desnível do Rio Barigui existente dentro do parque. Doada pela Associação Brasileira de Pequenas Centrais Hidrelétricas (ABRAPCH), a energia fornecida pela usina será o suficiente para cobrir metade dos custos de energia elétrica que o parque consume, ao mês.